# Curcuma colorata
Curcuma colorata är en enhjärtbladig växtart som beskrevs av Theodoric Valeton. Curcuma colorata ingår i släktet Curcuma och familjen Zingiberaceae. Inga underarter finns listade i Catalogue of Life.